# On the Beach (Neil Young-album)
On the Beach är ett musikalbum av Neil Young, utgivet 1974. Det spelades in efter Tonight's the Night men släpptes ett år före detta. Albumet är uppkallat efter och inspirerad av boken På stranden av Nevil Shute. 
Albumet nådde som bäst 16:e plats på Billboards albumlista. Den inledande låten "Walk On" utgavs som singel och klättrade upp till plats 69 på Billboard Hot 100.

## Låtlista
Samtliga låtar skrivna av Neil Young.
1. "Walk On" - 2:42
2. "See the Sky About to Rain" - 5:02
3. "Revolution Blues" - 4:03
4. "For the Turnstiles" - 3:15
5. "Vampire Blues" - 4:14
6. "On the Beach" - 6:59
7. "Motion Pictures" - 4:23
8. "Ambulance Blues" - 8:56

## Medverkande
- Neil Young - gitarr, banjo, munspel, piano, sång
- Ben Keith - gitarr, dobro, piano, orgel, percussion, bas, sång
- David Crosby - gitarr
- Rick Danko - bas
- Tim Drummond - bas, percussion
- Levon Helm - trummor
- Rusty Kershaw - slide-gitarr, fiol
- Ralph Molina - trummor, sång
- Graham Nash - elpiano
- Billy Talbot - bas
- Joe Yankee - harpa, tamburin
- George Whitsell - gitarr

## Listplaceringar
| Lista (1974)   | Position             |
| -------------- | -------------------- |
| Danmark        | 30 (DR "Top 30")     |
| Frankrike      | 10                   |
| Japan          | 48 (Oricon)          |
| Kanada         | 13 (RPM)             |
| Nederländerna  | 5                    |
| Norge          | 10 (VG-lista)        |
| Storbritannien | 42 (UK Albums Chart) |
| USA            | 16 (Billboard 200)   |